# Strata SE1
Strata SE1 ist ein 148 Meter hohes, 43-stöckiges, mehrfach preisgekröntes Hochhaus in Elephant and Castle im Stadtbezirk Southwark in London, der Hauptstadt des Vereinigten Königreichs. Es ist ein Wohnhaus mit 408 Wohnungen, in denen mehr als 1000 Bewohner leben. Der Namenszusatz „SE1“ bezieht sich dabei auf das Postleitzahlgebiet, in dem das Gebäude liegt: SE wie South East (deutsch: Südost) London.
Zum Zeitpunkt seiner Errichtung war das vom Architekturbüro BFLS (ehemals Hamiltons) entworfene Gebäude das höchste Wohngebäude in London und das erste Gebäude der Welt mit Windkraftanlagen, die in die bauliche Struktur integriert und nicht einfach angebaut sind. Es handelt sich um drei Windräder knapp unter dem Dach.
Im März 2014 hatte eine Erhebung der Londoner Marktforschungsagentur Ipsos MORI im Auftrag von New London Architecture unter 500 Bürgern im Alter von 16 bis 64 Jahren zum Ergebnis, dass Strata SE1 das fünftbeliebteste Hochhaus der Londoner war, hinter 30 St Mary Axe (häufig The Gherkin genannt), The Shard, dem Leadenhall Building (im Volksmund auch „Käsereibe“ genannt) und One Canada Square auf der Canary Wharf.

## Das Gebäude

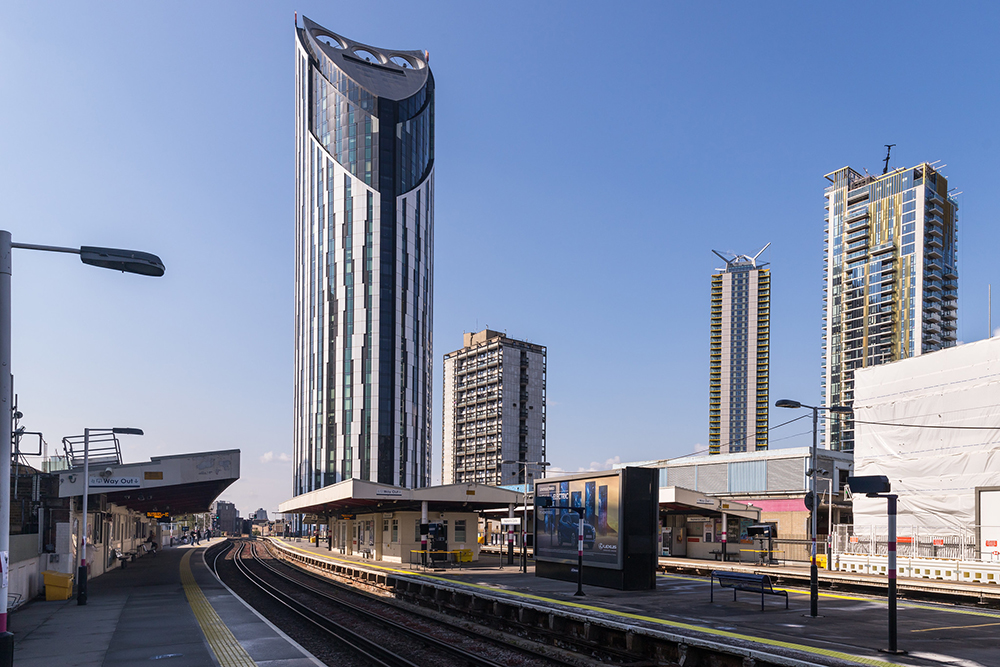
Die Hochhäuser Strata SE1, Draper House, Highpoint und One The Elephant

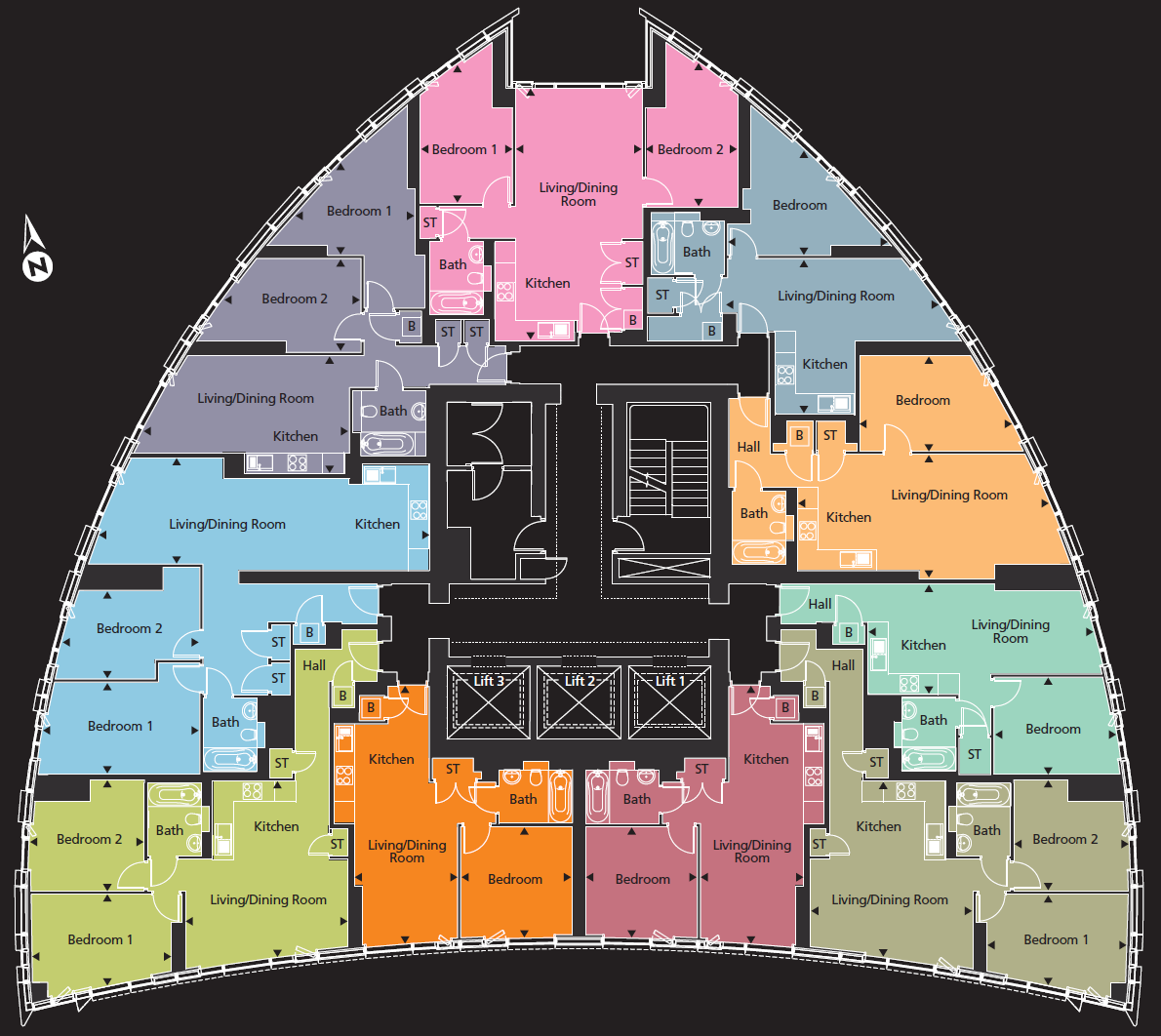
Grundriss (Etagen 2–10)

Als das Gebäude gerade fertig war, versuchten Journalisten, ihm Spitznamen wie „The Razor“ (deutsch: Der Rasierer) und „The Electric Razor“ (deutsch: Der Elektrorasierer) zu verleihen. Boris Johnson, der damalige Bürgermeister von London, nannte es „Lippenstift“ und beschrieb es als ein Gebäude „mit einem gewissen Schwung“.
Die Wohnungen auf den Etagen 2–10, das sind 25 Prozent der Wohnungen des Gebäudes insgesamt, wurden von der Family Mosaic Housing Association verkauft oder in den Peabody Trust eingelegt, der sie vermietet. Das trifft auch für weitere neun Wohnungen im angrenzenden „Pavilion“ zu, einem dreistöckigen Gebäude westlich des Strata SE1-Hochhauses, das für ehemalige Bewohner der abgerissenen Großwohnanlage Heygate Estate, die sich hier befand, reserviert wurde. Das geschah mit der Absicht, hier erschwinglichen Wohnraum zu schaffen, während die Wohnungen ab der 11. Etage, eine Mischung aus Studios, Ein-Zimmer-Wohnungen, Zwei-Zimmer-Wohnungen und Drei-Zimmer-Wohnungen (insgesamt 310 Einheiten) frei verkauft wurden.
Nur die letztgenannten Wohnungen wurden mit Stellplatz (im Untergeschoss des Gebäudes) angeboten. In der 39. Etage befindet sich eine „Sky Lobby“ (ein kleiner Korridor mit Blick über das Zentrum von London), während der Wohnbereich von einem 2,5 Millionen Pfund teuren Maisonette-Penthouse mit drei Schlafzimmern gekrönt wird. Im Erdgeschoss befinden sich zwei Gewerbeeinheiten, eine dritte befindet sich zusammen mit einem „Kiosk“ im angrenzenden „Pavilion“.
Ein besonderes Merkmal des Gebäudes sind die drei Windkraftanlagen knapp unter dem Dach, die allerdings selten genutzt wurden, was teilweise auch auf Beschwerden von Bewohnern über Lärm und Vibrationen zurückzuführen ist. Im eingeschossigen Untergeschoss des Gebäudes befinden sich ein sicherer Parkplatz und 437 Fahrradabstellplätze.
Insgesamt ist das Gebäude mit vier Aufzügen erschlossen. Zwei führen vom Keller in die 39. Etage, einer vom Keller in die 10. Etage (der „Armenaufzug“) und der letzte bedient die Etagen 40 und 41.

## Bau

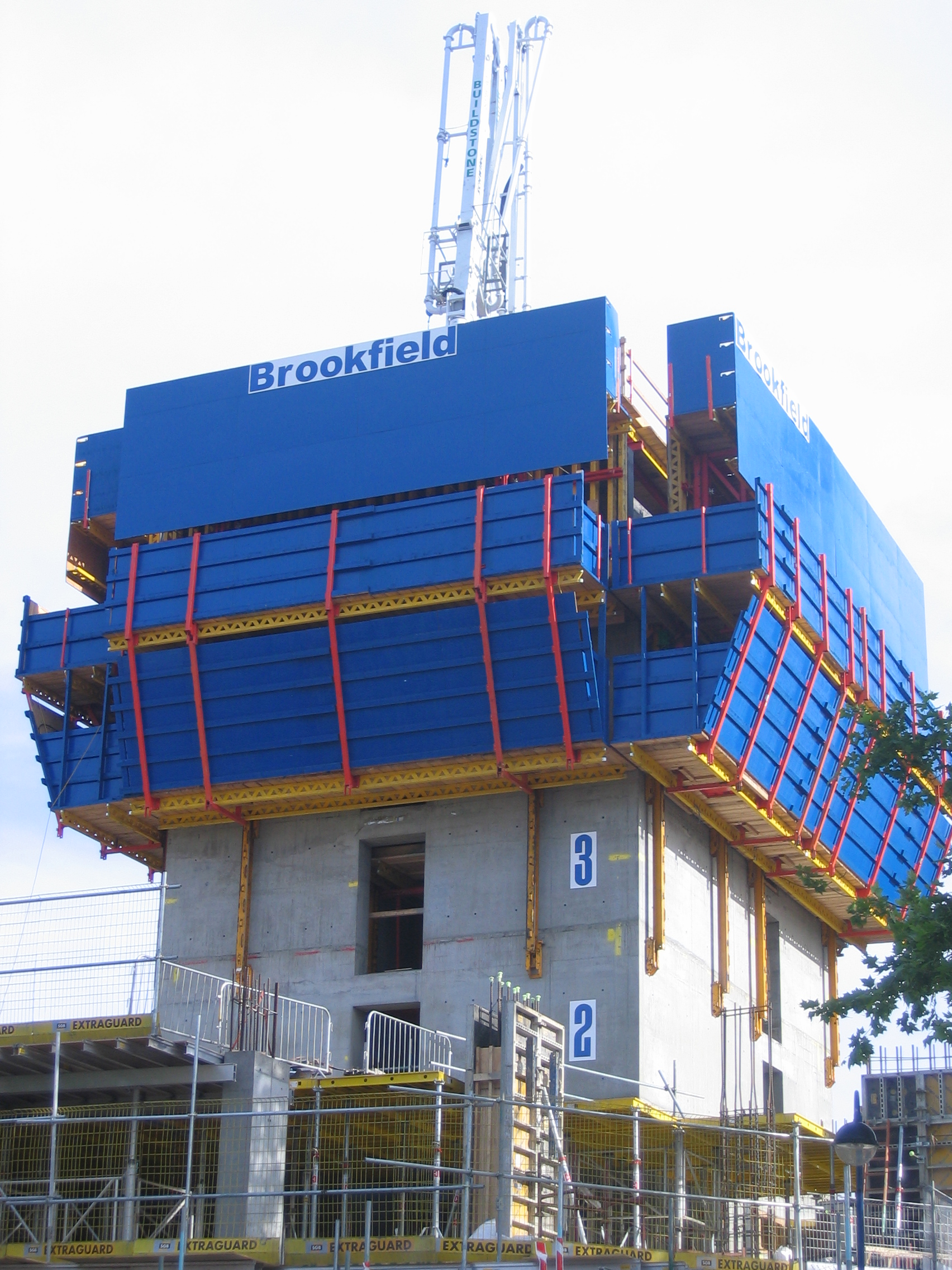
Der mit einem Selbstklettersystem von Peri vorauslaufend errichtete Hochhauskern im Juni 2008.

Die Baugenehmigung für das Strata SE1-Hochhaus wurde vom Southwark Council im März 2006 erteilt. Dabei spielte eine Rolle, dass „die Einbindung der Windkraftanlagen eine dramatische und gut wiedererkennbare Gebäudeform schafft. Damit wird eines der Planungsziele des Councils umgesetzt, nämlich die Schaffung von Wahrzeichengebäuden als Wahrzeichen des Elephant-and-Castle-Gebietes in der Londoner Skyline. Die Turbinen sind natürlich nicht nur dekorativ, sondern haben eine Funktion, die in direktem Zusammenhang mit dem Gebietsstatus als Energieaktionsgebiet und der CO₂-Neutralität steht, das ein Hauptziel des Rahmenplans ist.“
Der Bau begann im Jahr 2007 und wurde im Juni 2010 abgeschlossen. Die Kosten werden auf 113,5 Millionen Pfund geschätzt.
Richtfest wurde im Juni 2009 begangen. Daran nahmen über 70 hochrangige Mitglieder der Londoner Geschäftswelt teil, darunter Sir Simon Milton, stellvertretender Bürgermeister für Politik und Planung, Councillor Nick Stanton, Vorsitzender des Southwark Council, und Simon Hughes, Abgeordneter für North Southwark und Bermondsey im britischen Unterhaus.
Die Windräder wurden im Mai 2010 installiert, waren jedoch in den ersten Monaten nach der Eröffnung des Gebäudes nur sporadisch in Betrieb. Mittlerweile sind sie eingemottet.

## Nachhaltigkeitsziele

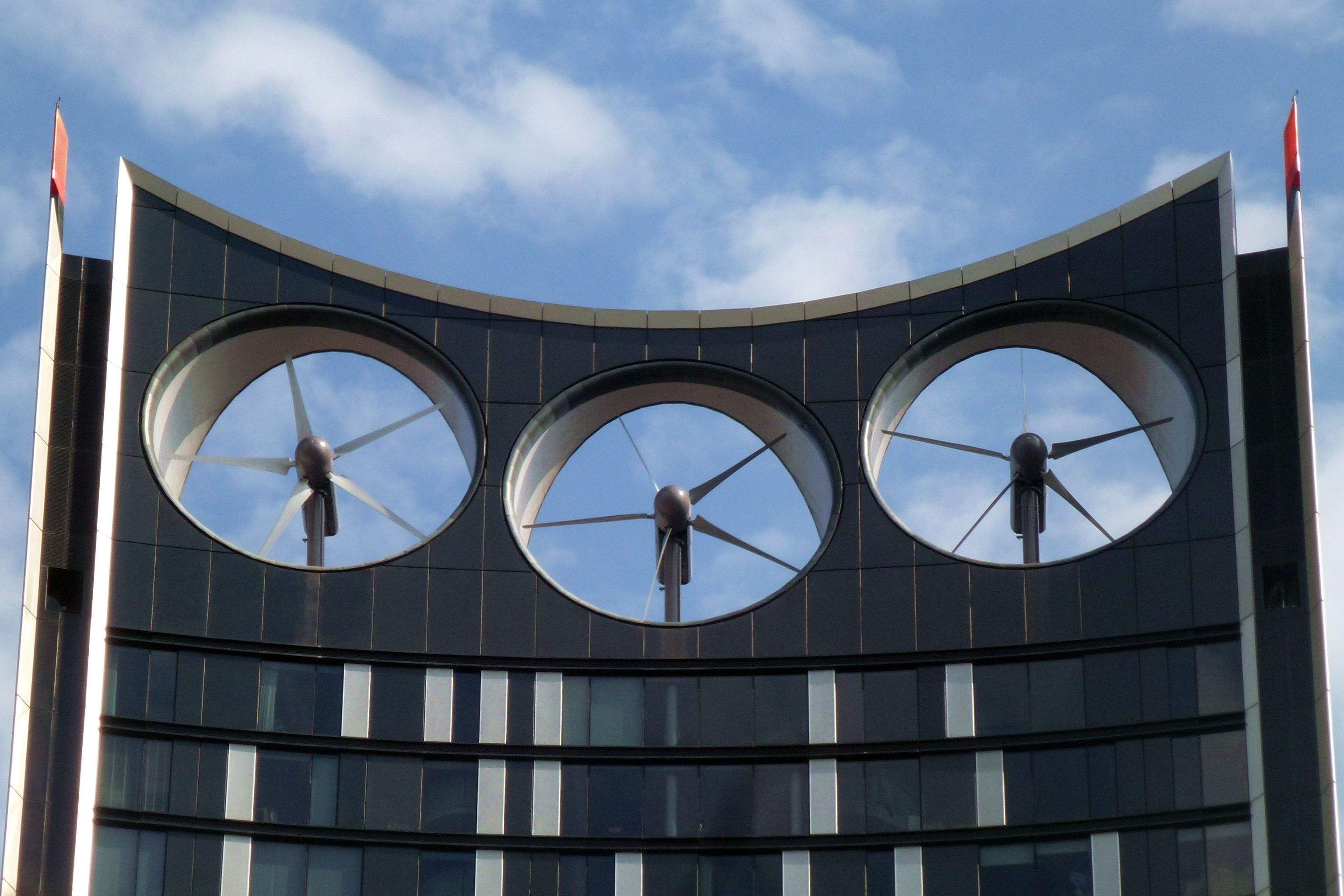
Stillstehende Windräder im Detail

Eine Genehmigungsvoraussetzung war die Einbeziehung einer nachhaltigen Energiequelle. An der Planung war die Rambøll Group beteiligt, das Ingenieurbüro, das auch das Bahrain World Trade Centre geplant hat, in dem sich ebenfalls Windkraftanlagen befinden.
Die drei Windräder mit einem Durchmesser von jeweils 9 Metern oben im Gebäude haben eine Nennleistung von jeweils 19 kW und sollten zusammen 50 MWh Strom pro Jahr produzieren, genug, um 8 % des Energiebedarfs des Gebäudes zu decken, und ausreichend für die Gemeinschaftsbereiche des Gebäudes. Die Windräder wurden jedoch vom Gremium des Carbuncle Cup 2010 als „Greenwashing“ kritisiert, und Bewohner berichteten im Jahr 2010, dass sich die Turbinen kaum bewegten. Im Jahr 2014 berichtete die Zeitung The Guardian, dass die Turbinen „seitdem stationär geblieben“ seien. Im Jahr 2022 sagte der Vorsitzende des Planungsausschusses von Southwark, dass die Entwickler den Lärm und die Vibrationen der Anlage im Gebäude unterschätzt hätten. Er sagte, dass die Anlagen hauptsächlich aufgrund von Beschwerden von Bewohnern abgeschaltet worden seien, und bezeichnete sie als „weißen Elefanten“.
Im Jahr 2010 übertraf das Gebäude die damals geltenden britischen Nachhaltigkeitsvorschriften um 13 %, während die CO2-Emissionen insgesamt voraussichtlich 15 % unter dem Good-Practice-Richtwert des Londoner Bürgermeisters lagen. Die Entwickler gingen davon aus, dass das Gebäude die CO2-Zielemissionen für 2050 und eine prognostizierte Reduzierung der CO2-Emissionen um 73,5 % erreichen würde, gemessen am Benchmark der Bauvorschriften.
Vor Ort gibt es ein Kraft-Wärme-Kopplungssystem zur nachhaltigen Stromerzeugung mit einer Möglichkeit zur Sammlung von Regenwasser zur Wiederverwendung. Die Energiekosten pro Wohnung sollen bis zu 40 % unter dem typischen britischen Wohnungsdurchschnitt liegen. Das Gebäude ist mit einer „maßgefertigten Fassade mit hoher thermischer Leistung“ verkleidet, deren Luftdurchlässigkeits-Leckagerate offenbar um 50 % besser ist als die aktuellen Bauvorschriften.

## Erwähnungen in der Populärkultur
Das Gebäude ist oft in zufälligen Panoramaaufnahmen in Filmen und Fernsehsendungen zu sehen, die in London spielen. So dient das Gebäude als Hintergrund für eine Szene mit James McAvoy im Film Enemies – Welcome to the Punch (AT: Feinde – Welcome to the Punch) aus dem Jahr 2013.
Ein Teil der Handlung des Postapokalypse-Romans „Ice Diaries“ von Lexi Revellian aus dem Jahr 2012 spielt in dem Gebäude.

## Auszeichnungen

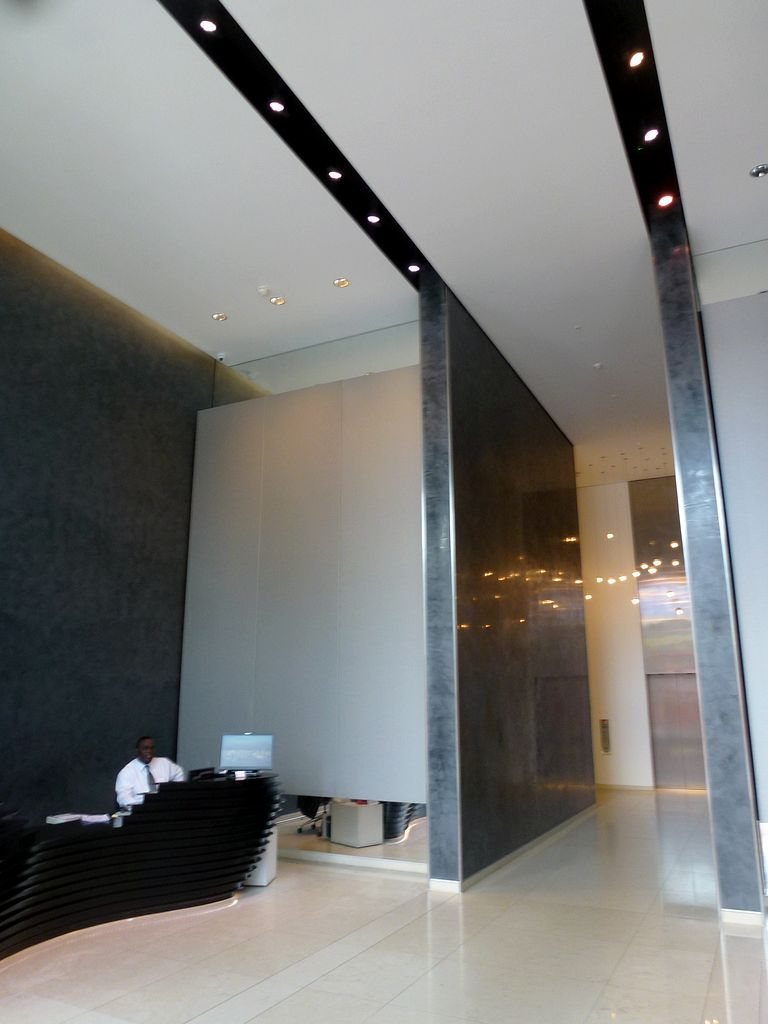
Die Lobby im August 2012

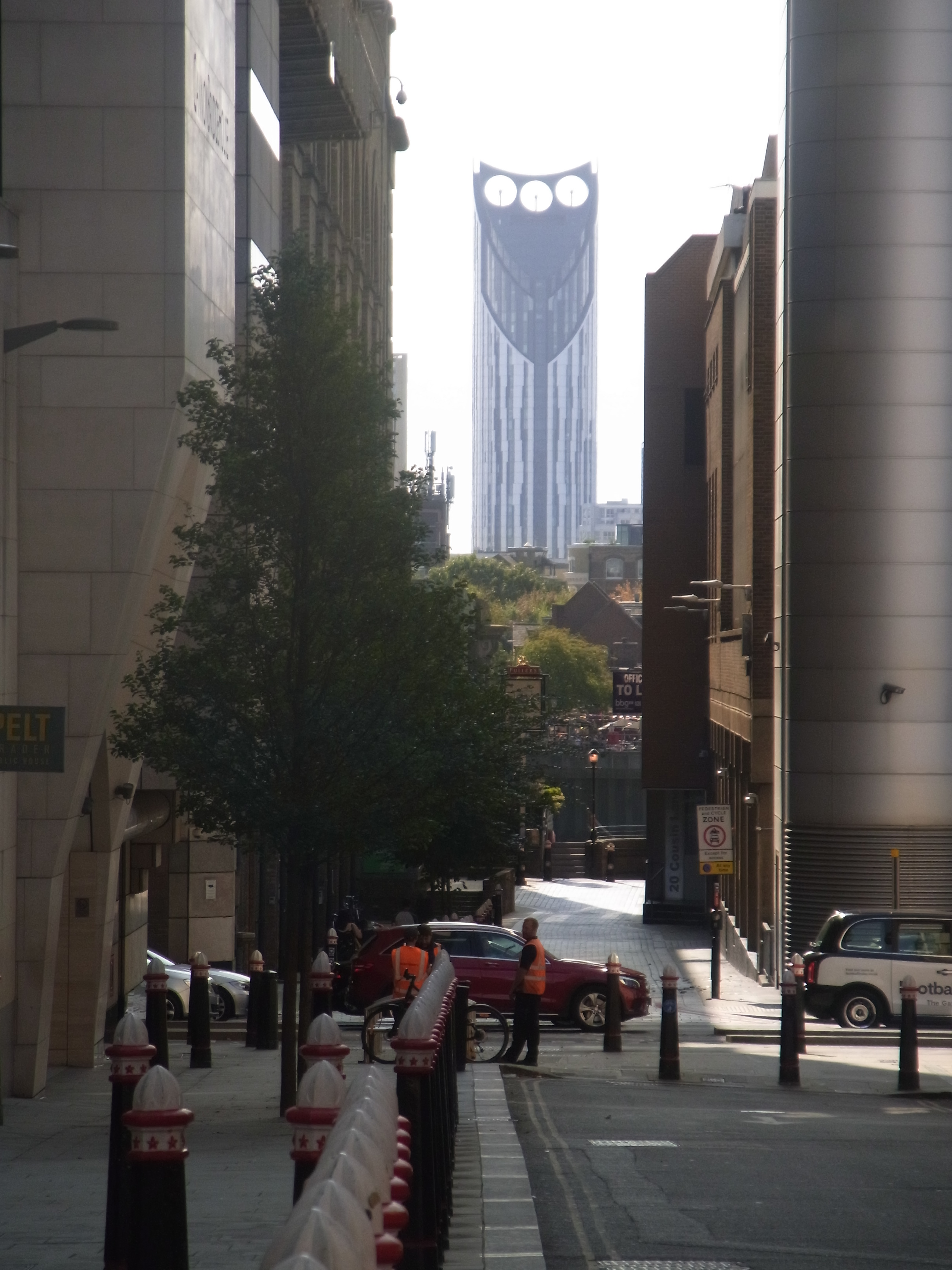
Strata SE1 von der Londoner City aus gesehen, Cannon Street (2020)

### Negativpreise
Im August 2010 wurde Strata SE1 mit dem Carbuncle Cup 2010 (Eiterbeulenpreis) ausgezeichnet. Bei dieser jährlich verliehenen Auszeichnung, organisiert von der Zeitschrift Building Design, wird ein Objekt aus einer Auswahlliste von 30 ausgewählt, die von Lesern nominiert werden. Sie würdigt „das hässlichste Gebäude im Vereinigten Königreich, das in den letzten 12 Monaten fertiggestellt wurde“. Dadurch offensichtlich angeregt, erschien das Gebäude 2012 auf der Liste der 21 hässlichsten Gebäude der Welt des Daily Telegraph.

### Positivpreise

#### Considerate Constructors Scheme
- Bronze Award 2010 – Strata SE1
- Gold Award 2011 – Strata SE1

Am 12. November 2010 wurde das Gebäude der Gesamtsieger der Concrete Society Awards 2010 (Auszeichnungen der Beton-Gesellschaft), vor Entwürfen von David Chipperfield, Hopkins Architects, Caruso St. John, McInnes Usher McKnight Architects (MUMA) und Alsop Architects. Die Jury kommentierte: „Dieses Gebäude ist architektonisch beeindruckend, eine beachtliche bauliche Leistung auf diesem begrenzten Gelände ...“. Sie hoben insbesondere die „innovative Kolumnenstrategie“ von Strata hervor.

#### Structural Steel Design Awards 2010 der British Constructional Steelwork Association
- 3 Bronze-Auszeichnungen für Strata SE1 – verliehen an den Hauptauftragnehmer Brookfield Multiplex Construction Europe Ltd, den Entwickler Brookfield Europe und den Subunternehmer Bourne Steel

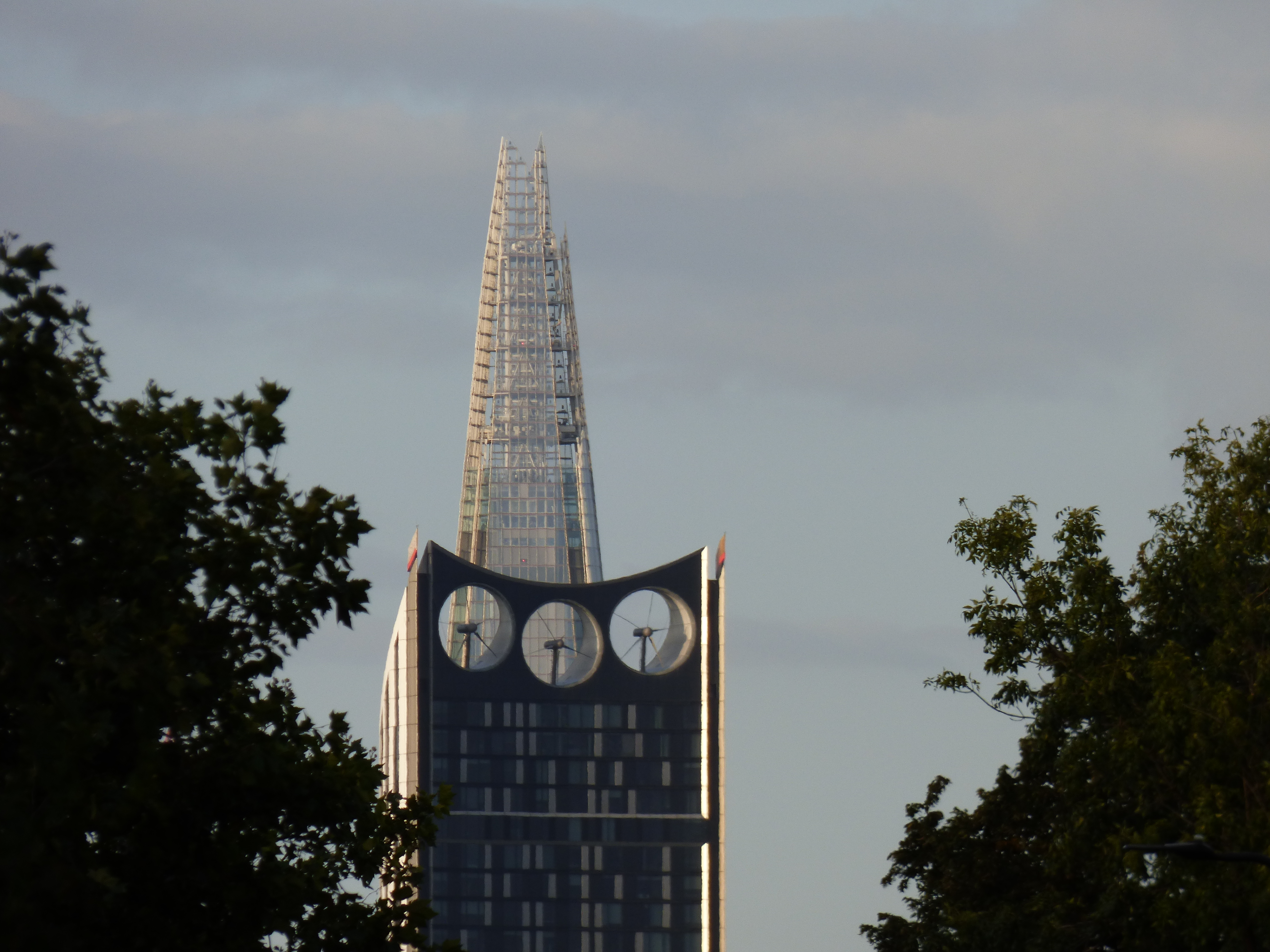
Blick auf das Strata (Vordergrund) und The Shard (Hintergrund) von der Stockwell Tube Station aus (2024)

#### City of London Sustainable City Awards 2011
- Hohes Lob für Ressourcenschonung – Strata SE1 (Highly Commended for Resource Conservation  – Strata SE1)
- Hohe Auszeichnung für nachhaltiges Bauen – Strata SE1 (Highly Commended for Sustainable Building – Strata SE1)

Im Mai 2011 wurde das Gebäude für die ICE London Civil Engineering Awards 2011 für Infrastruktur- und Bauprojekte in die engere Wahl gezogen. Der Preis „würdigt herausragende Ingenieurleistungen von Unternehmen, Organisationen und Einzelpersonen in der Hauptstadt“.

#### The Green Apple Awards 2011
- Strata SE1 – Environmental Best Practice – Nachhaltigkeit im Bauwesen (Preisverleihung November 2011)

#### RICS Awards 2011
- Regeneration Runner-Up – Strata SE1

#### London District Surveyors Association 2011
- Best Sustainability Project Strata SE1 – als Anerkennung für die hohen Standards in Konstruktion und Verarbeitung.

#### ACE Engineering Excellence 2011
- Gebäudedienstleistungen (Building Services) – Strata SE1

#### News on the Block Property Management Awards
Am 5. Dezember 2011 Auszeichnung der Strata Inhabit-Web=site (die Informationsseite für Bewohner des Gebäudes) als „Website des Jahres“.